# Rhinotermitidae
Rhinotermitidae zijn een familie van insecten die behoort tot de termieten (Isoptera).

## Kenmerken
Deze dieren zijn bijna altijd lichtbruin of roomwit met een lengte van 6 tot 8 mm. Deze familie van termieten omvat soorten waarbij de soldaten een opening op hun hoofd hebben die een fontanel wordt genoemd. Een speciale ongepaarde klier in de kopplaat, de frontale klier genaamd, kan zich in de buik uitstrekken en kan giftige of zeer plakkerige afscheidingen produceren. Deze worden via de fontanel naar vijanden gespoten of gegooid. Daarnaast kunnen de kaken ook worden gebruikt om bijtwonden aan de vijanden toe te brengen, waardoor de giftige afscheidingen kunnen binnendringen.
In de onderfamilie Rhinotermitinae hebben de soorten een langwerpig borstelachtig labrum waarmee ze na een beet giftige vloeistoffen in de wond kunnen smeren.
Alle soorten Rhinotermitidae hebben acht malpighische buizen als uitscheidingsorganen en verschillende korte secties voor de kamer van het rectum, waarin houtvertering plaatsvindt met behulp van symbiotische protozoa, bacteriën en archaea.

## Leefwijze
Deze vraatzuchtige dieren voeden zich hoofdzakelijk met hout. De vertering geschiedt door middel van in hun darm aanwezige micro-organismen. Ze richten dikwijls grote schade aan.

## Verspreiding
De Rhinotermitidae-familie is een van de meest voorkomende termietenfamilies. Hun verspreidingsgebied omvat de tropische, subtropische en gematigde zones in de bodem of in vochtig liggend hout. De meeste van de 345 soorten in deze familie leven in warme streken, maar zeven soorten komen ook voor in Europa, waaronder Zuid-Engeland en Duitsland. In de Verenigde Staten zijn ze te vinden in elke staat, behalve Alaska.

## Schadelijkheid
Hoewel deze familie van termieten ondergronds graaft, voeden veel soorten zich met hout. De houtetende soort kan ernstige schade aanrichten aan huizen of andere houten constructies. Er wordt onderscheid gemaakt tussen 345 soorten, waaronder de soorten Coptotermes formosanus, Coptotermes gestroi en Reticulitermes flavipes, die als plaag worden geclassificeerd. Andere soorten, vooral uit de onderfamilie Psammotermitinae, eten gras en worden beschouwd als de oorzaak van de zogenaamde feeëncirkels in graslandschappen.